# جون إس. ميلز
جون إس. ميلز (بالإنجليزية: John S. Mills)‏ هو ضابط أمريكي، ولد في 1906، وتوفي في 4 يوليو 1996.